# Aghweran
Aghweran (orm. Աղվերան) – miejscowość uzdrowiskowa w Armenii, położona w pobliżu Arzakanu, w prowincji Kotajk, około 15 kilometrów na zachód od stolicy prowincji Hrazdan. Miejscowość leży w wysokich górach, u stóp przełęczy o tej samej nazwie.
W czasie ludobójstwa Ormian podczas I wojny światowej w miejscowości, zamieszkanej podówczas głównie przez ludność muzułmańską, schroniło się kilkaset rodzin uchodźców z innych rejonów Imperium Osmańskiego zamieszkanych przez Ormian.
Od czasów istnienia Związku Radzieckiego miejscowość pełni także funkcję centrum konferencyjnego, swój ośrodek ma tam m.in. Armeńska Akademia Nauk.